# Koji Takano
Koji Takano (高野 光司 Takano Koji?), född 23 december 1992 i Tokyo prefektur, är en japansk fotbollsspelare.
Takano började sin karriär 2011 i Tokyo Verdy. Efter Tokyo Verdy spelade han för Giravanz Kitakyushu, FC Machida Zelvia, Azul Claro Numazu och Kagoshima United FC.